# Heiric d'Auxerre
Heiric d'Auxerre (en latin Heiricus Autissiodorensis ou Altissiodorensis), né en 841 et mort vers 876, est un moine bénédictin, poète et érudit, maître (écolâtre) de l’école de l'abbaye Saint-Germain d’Auxerre. Il est le contemporain et le témoin privilégié des travaux de réaménagement de l'abbaye de 841 à 865.

## Biographie
La biographie d’Heiric d’Auxerre est assez bien connue, grâce aux notes autographes qu’il a laissées dans un calendrier liturgique, ainsi que par divers indices apparaissant dans ses œuvres, notamment dans ses Collectanea.
On ignore son lieu de naissance exact mais il est probablement originaire de Bourgogne, d’un lieu proche d’Auxerre (peut-être même de cette cité). Il est offert par ses parents comme oblat à l'abbaye vers 848, au moment de la construction de la nouvelle crypte par l'abbé laïc Conrad, oncle de Charles le Chauve. Heiric est tonsuré à Noël 850 et ordonné sous-diacre le 22 septembre 859. Il suit les cours d'Haymon d'Auxerre de 855 à 859, dont il reçoit un enseignement surtout théologique, puis ceux, plus tournés vers les humanités classiques, de Loup de Ferrières à l'abbaye Saint-Pierre de Ferrières (actuel Ferrières-en-Gâtinais, Loiret) de 859 jusqu’à la mort de ce dernier en 862.
Entre 862 et 865, sa vie est plus mal connue : il semble avoir été l’élève à Laon de l’irlandais Elie, où il acquiert une connaissance très modeste du grec, puis avoir séjourné à Soissons, auprès de la cour de Charles le Chauve et en contact avec le cercle érigénien.
Il est ordonné prêtre en 865 et revient à Auxerre. Il succède à Haymon, devenu abbé de Cessy-les-Bois, comme écolâtre de l'école de l'abbaye Saint-Germain de 865 à sa mort vers 876. On perd toute trace de Heiric en 875 : sa dernière note dans le calendrier du manuscrit du Melk indique la mort de l’empereur Louis II en 875, mais ne mentionne pas la mort de l’empereur Charles le Chauve en 877.
Heiric a parmi ses élèves Remi d'Auxerre ; une part importante des commentaires sur les auteurs latins dont Heiric a expliqué les œuvres dans son enseignement (Horace, Juvénal, Perse, Prudence) a d'ailleurs été transmise non pas directement mais dans les commentaires de Rémi d’Auxerre.

## Œuvres
La production littéraire d’Heiric se concentre sur une dizaine d’années, entre 865 et 876.
- Vita sancti Germani (Vie de saint Germain) : écrite à la demande de Lothaire, fils de Charles le Chauve et abbé laïc de Saint-Germain d’Auxerre de 863 à 866, elle est achevée en 873-874 et dédiée à Charles le Chauve. C'est un poème hagiographique, où Heiric met en vers en l’amplifiant la Vie de saint Germain rédigée vers 480 (une trentaine d’années après la mort de saint Germain) par Constance, un clerc de Lyon. Le poème divisé en six livres compte 2930 hexamètres, entrecoupés de pièces lyriques : cette vie de saint présente une composition raffinée, la plus complexe jamais produite jusqu’alors[2].
- Miracula sancti Germani (Miracles de saint Germain), en prose : Heiric en avait rédigé une première version vers 865. Sa Vie de saint Germain, où il met en avant l’excellence de la condition monastique par rapport à la condition cléricale, avait provoqué une réplique des chanoines de la cathédrale d'Auxerre qui font composer des Gesta pontificum Autissiodorensium (Actes des évêques d'Auxerre) entre 873 et 875, où ils revendiquent clairement la première place pour les clercs dans la cité. Le texte définitif des Miracles  est un remaniement par Heiric de son premier texte : il y accentue encore davantage la primauté de l’abbaye Saint-Germain sur la cathédrale. Son texte donne également des précisions très intéressantes sur les travaux de réaménagement de l'abbaye Saint-Germain[4], qu'il s'agisse de la maquette de cire confectionnée par les architectes, des marbres utilisés pour les colonnes ou de la cérémonie le jour de l’Épiphanie 860 de la translation des reliques de saint Germain dans la Confession, en présence de Charles le Chauve.
- Collectanea[5] : c’est à la fois un recueil de notes de cours prises auprès d’Haymon d’Auxerre et de Loup de Ferrières et un florilège d’auteurs latins (Suétone, Valère Maxime, les Sententiae attribuées à Caecilius Balbus, Solin) et médiévaux (Julien de Tolède ou diverses sentences théologiques). Dans un prologue en vers adressé à l’évêque de Soissons Hildebold (vers 871-884), Heiric indique qu’il a pris en notes tironiennes les cours de ses deux maîtres, et qu’il les a mis en forme vers 873[6]. Il indique aussi qu’il a en mains un manuscrit de Pétrone : c’est la première mention de cet auteur au Moyen Âge[2]. Le principal intérêt de cette œuvre réside dans ce qu'elle apprend sur l'étude des méthodes pédagogiques et la diffusion des classiques latins au IXe siècle.
- Glose des Categoriae decem, le résumé latin du IVe siècle des Catégories d’Aristote, alors attribué à saint Augustin.

## Éditions
- Abbé Migne, Patrologie Latine, 124, à consulter sur Documenta Catholica Omnia

## Annexe